# Corydalis ussuriensis
Corydalis ussuriensis là một loài thực vật có hoa trong họ Anh túc. Loài này được Aparina mô tả khoa học đầu tiên năm 1966.